# Państwowe Gimnazjum im. Marii Konopnickiej w Ostrogu
Państwowe Gimnazjum im. Marii Konopnickiej w Ostrogu – szkoła o statusie gimnazjum z siedzibą w Ostrogu.

## Historia
Po zakończeniu I wojny światowej oraz odzyskaniu przez Polskę niepodległości i nastaniu II Rzeczypospolitej Gimnazjum zostało założone w 1919 przez Polską Macierz Szkolną. W 1921 szkoła została upaństwowiona i otrzymała imię patronki Marii Konopnickiej. W 1926 w Gimnazjum działało w charakterze koedukacyjnym, wówczas w Gimnazjum było osiem polskich klas z 14 oddziałami, w których uczyło się łącznie 281 uczniów płci męskiej i 232 uczennice. Gimnazjum mieściło się przy placu Juliusza Słowackiego 6.

## Dyrektorzy
- Wilhelm Romiszewski (–1921)[1]
- Tadeusz Herbich (1921 – 31 VIII 1923)[1]
- Jan Świerzowicz (1 IX 1923 – 1929)[1]

## Uczniowie i absolwenci
- Jerzy Borysowicz – lekarz
- Wacław Chojna – oficer
- Kazimierz Ciałowicz – nauczyciel, oficer
- Andrzej Pomian – historyk
- Józef Zabielski – policjant, wojskowy
- Stanisław Zieliński – policjant, wojskowy